# USS Billfish (SS-286)
USS Billfish (SS-286) – підводний човен військово-морських сил США типу «Балао», споруджений під час Другої світової війни.  

## Історія створення
Човен спорудили на належній військово-морським силам США верфі Portsmouth Naval Shipyard у Кіттері, штат Мен. Після проходження випробувань біля Ньюпорту (Род-Айленд), Billfish вирушив до Тихого океану та 1 серпня 1943-го прибув до Брисбена на східному узбережжі Австралії.  

## Походи
Всього човен здійснив вісім бойових походів.

### 1-й похід
12 серпня 1943-го Billfish полишив базу та, пройшовши через Торресову протоку, 18 серпня прибув до порту Дарвін. Провівши бункерування, наступного дня човен вирушив через моря Банда, Молуккське, Сулавесі та Сулу до визначеного йому району бойового патрулювання у Південно-Китайському морі. 29 серпня у морі Сулу Billfish безрезультатно випустив чотири торпеди по цілі, ідентифікованій здалеку як танкер (насправді це було невелике патрульне судно, в якого торпеди могли просто пройти під кілем). 8 вересня за півтори сотні кілометрів на південний схід від бухти Камрань на узбережжі В'єтнаму човен атакував танкер зі складу конвою №320, проте промахнувся. Так само невдалою був і залп по іншому танкеру із конвою SA-12, який Billfish перехопив 25 вересня за кілька десятків кілометрів на захід від островів Спратлі. 3 жовтня човен пройшов у надводному положенні протоку Ломбок, через чотири доби провів бункерування у бухті Ексмут, а 10 жовтня прибув до бази підводних човнів ВМС США, облаштованої на західному узбережжі Австралії у Фрімантлі.

### 2-й похід
Тривав з 1 листопада по 23 грудня 1943-го та завершився поверненням до Фрімантлу. Човен діяв у Південно-Китайському морі біля узбережжя центрального В’єтнаму, де один раз безуспішно випустив торпеди по конвою. 11 листопада у Макасарській протоці японський есмінець атакував Billfish глибинними бомбами, причому човен погрузився до глибини у 196 метрів, котра на 76 метрів перевищувала проектну. Зрозумівши, що японці відстежують човен за плямами нафти із пошкоджених цистерн, Billfish надзвичайно акуратно розвернувся та рушив протилежним курсом, чим зірвав переслідування. 

### 3-й похід
19 січня 1944-го Billfish вийшов з Фрімантлу, за три доби відвідав для бункерування бухту Ексмут, а в ніч на 26 січня пройшов у надводному положенні протоку Ломбок, котра веде з Індійського океану до моря Балі. Далі його шлях лежав через східну частину Яванського моря, Макассарську протоку та море Сулавесі, на виході з якого в море Сулу, за пару десятків кілометрів на південний захід від острова Таві-Таві, човен 1 лютого обстріляв артилерією два невеликі судна. Були відзначені кілька попадань, проте невдовзі головна 102-мм гармата вийшла з ладу, після чого Billfish припинив переслідування. В подальшому човен діяв біля узбережжя  центрального В’єтнаму, де один раз спробував вийти в атаку на конвой, але був виявлений ескортом та відігнаний глибинними бомбами. 17 березня Billfish зайшов до Дарвіну, де вивантажив торпеди та провів бункерування, а 24 березня прибув до Фрімантлу.

### 4-й похід
18 квітня 1944-го човен вийшов до району бойового патрулювання у Філіппінському морі на захід від Маріанських островів, при цьому 25 – 27 квітня він провів у Дарвіні, де здійснили бункерування та виконали ремонт радара. 21 травня за чотири з половиною сотні кілометрів західніше острову Гуам Billfish випустив по конвою шість торпед та пошкодив судно Bokuyo Maru (через три тижні було потоплене авіаносною авіацією коли намагалось покинути Маріанські острови, на які готувалось американське вторгнення). 13 червня човен прибув до Перл-Гарбору.

### 5-й похід
9 липня 1944-го Billfish вийшов із бази, 13—14 липня пройшов бункерування на атолі Мідвей, після чого попрямував для бойового патрулювання у Лусонській протоці. Неофіційно цей район із інтенсивним рухом ворожих суден був відомий як «Конвой Коллідж», проте Billfish лише один раз, та й то невдало, змогла атакувати конвой. 4 – 5 вересня човен здійснив бункерування на острові Сайпан (Маріанські острови), який був захоплений у японців менш ніж три місяці тому, а 13 вересня завершив похід на атолі Маджуро (Маршалові острови).

### 6-й похід
6 жовтня 1944-го Billfish вийшов із бази маючи наказ пройти повз острів Іводзіма, після чого прямувати до основного району патрулювання у Східно-Китайському морі поблизу північної частини островів Рюкю. 4 та 7 листопада він атакував тут два конвої, випустивши загалом 19 торпед. Хоча на човні претендували на кілька попадань, підтверджень це не знайшло. 13 листопада за два десятки кілометрів на схід від острова Суваносе Billfish потопив артилерією сампан. 23 листопада човен зайшов для бункерування на Мідвей, а 27 листопада прибув до Перл-Гарбору. За чотири дні після цього Billfish відбув до Сан-Франциско для ремонту на верфі Bethlehem Steel Company, звідки повернувся до Перл-Гарбору 19 березня 1945-го.

### 7-й похід
24 квітня 1945-го човен покинув базу та 6—7 травня провів бункерування на Сайпані. Далі він вирушив на північ, пройшов уздовж східного узбережжя Японського архіпелагу від району Токійської затоки до Кюсю, після чого рушив далі на захід для патрулювання у Східно-Китайському та Жовтому морях. Обійшовши Кюсю із заходу, Billfish в кінці травня потопив вантажне судно за три десятки кілометрів від Сасебо. 30 травня поряд із мисом Ryongyon (західне узбережжя Кореї) човен безрезультатно випустив шість торпед по невеликому судну. Зате 4 червня дещо північніше біля острова Ch'u-do Billfish потопив вже друге вантажне судно за похід. Того ж дня він знищив артилерією дві шхуни. На третій шхуні почалась пожежа, проте вогнем у відповідь зі стрілецької зброї були поранені два члени екіпажу, після чого Billfish припинив атаку (один з поранених невдовзі помер). Наступного дня дали залп із чотирьох торпед по вантажному судну, проте воно вчасно змінило курс. У підсумку 17 червня човен прибув на атол Мідвей.

### 8-й похід
12 липня Billfish вийшов до району бойового патрулювання у Жовтому морі, при цьому 21 – 23 липня він відвідав Сайпан для бункерування. 5 серпня біля Квантунського півострова (півострів Гуаньдун) він потопив вантажне судно. 16 серпня, через дві доби після капітуляції Японії, човен отримав наказ слідувати до Перл-Гарбору, куди прибув 27 серпня.

## Післявоєнна доля
Влітку 1946-го човен вивели в резерв.
У 1960 – 1968 роках він використовувався як тренувальний корабель, а навесні 1971-го був проданий на злам.

## Бойовий рахунок
| Дата       | Назва            | Тип      | Тоннаж | Місце            |
| 26.05.1945 | Котобукі Мару №7 | вантажне | 991    | 33°18'N 129°20'E |
| 04.06.1945 | Тайу Мару        | вантажне | 2220   | 38°32'N 124°45'E |
| 05.08.1945 | Корі Мару        | вантажне | 1091   | 38°51'N 121°39'E |